# Шензее
Шензее (нім. Schönsee) — місто в Німеччині, розташоване в землі Баварія. Підпорядковується адміністративному округу Верхній Пфальц. Входить до складу району Швандорф. Центр об'єднання громад Шензее.
Площа — 50,27 км2. Населення становить 2387 ос. (станом на 31 грудня 2020).